# 利帕里
利帕里（義大利語：Lipari）是意大利西西里大区墨西拿廣域市的一个市镇。同名的岛屿是位于西西里岛北侧第勒尼安海中的埃奥利群岛的最大的岛屿，同时利帕里也是该岛最大城镇的名字。利帕里市镇包括埃奥利群岛中除萨利纳岛之外的其他岛屿。
利帕里面积37.6平方千米，常住人口11268人，人口密度304.5人/平方公里（2009年），在5月到9月的旅游季节，人口达到20,000。ISTAT代码为083041。

## 地理

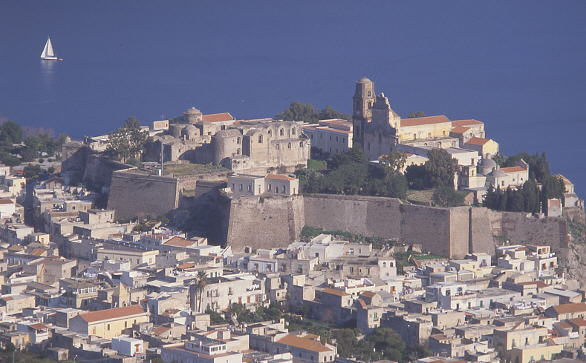
利帕里城

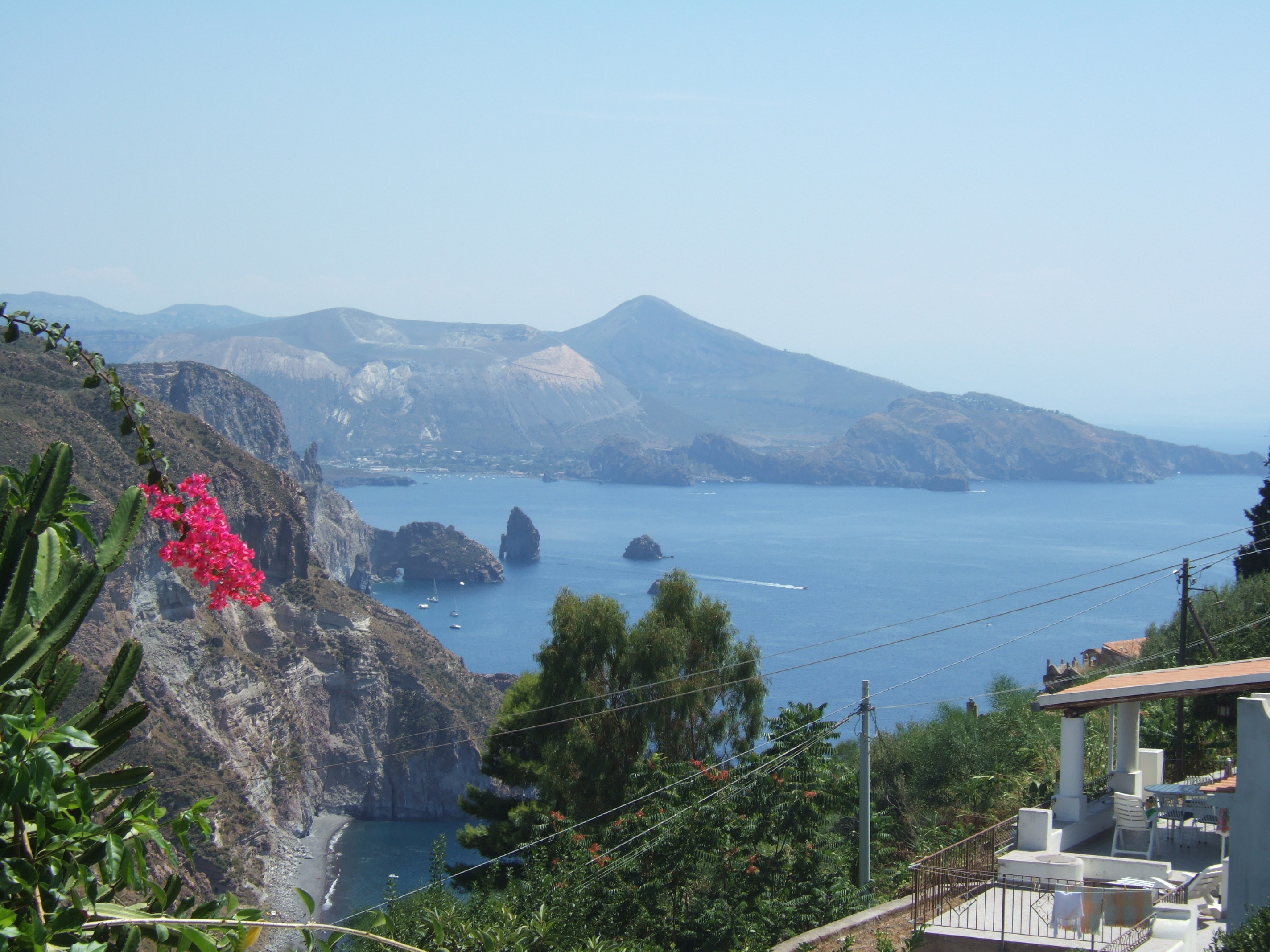
利帕里岛

利帕里岛介于维苏威火山和埃特纳火山之间，距西西里岛30公里。除了利帕里城之外，大部分常住人口居住在四个主要村庄：西部的皮亚诺孔泰（Pianoconte），西北的夸特罗帕尼（Quattropani），北部海岸的阿夸卡尔达（Acquacalda），和利帕里城以北、东部海岸的坎内托（Canneto）。